# Президент Угорщини
 Президент Угорщини або Президент Угорської Республіки (угор. Magyarország köztársasági elnöke) — глава держави Угорська Республіка. Чинним главою є Тамаш Шуйок (з 5 березня 2024 року).

## Загальні відомості
Згідно з чинним з 2011 року законодавством, Президент є главою держави, який символізує єдність нації, здійснює управління країною і стежить за виконанням демократичних норм державними органами. У Президента є певні повноваження і обов'язки, частина яких може бути реалізована тільки за підтримки Уряду. Президент обирається таємним голосуванням в Парламенті на 5 років і не може обіймати посаду понад два терміни поспіль.
Президент володіє особистою недоторканністю. Він не може займатися будь-якою іншою оплачуваною роботою, хоча може займатися будь-якою іншою діяльністю (якщо вона не пов'язана з охороною авторських прав). У разі його тимчасової непрацездатності обов'язки Президента виконує спікер Національних зборів Угорщини.

## Повноваження і обов'язки
Президент має такі повноваження та обов'язки:
- бути присутнім та виступати на засіданні Парламенту Угорщини
- створювати законопроєкти
- пропонувати провести референдум на державному рівні
- встановлювати дату проведення парламентських, регіональних виборів і виборів до Європарламенту, а також референдумів на державному рівні
- ухвалювати рішення з питань, щодо деяких аспектів правової системи
- скликати установчі засідання Парламенту
- розпустити Парламент
- підписати прийнятий закон або відхилити його, повернувши на доопрацювання в Парламент, або на розгляд до Конституційного суду
- пропонувати кандидатуру прем'єр-міністра, президента Курії, генерального прокурора або Уповноваженого з основних прав
- призначати суддів і голову Ради з питань бюджету
- призначати Президента Угорської академії наук
- керувати збройними силами (армією і ВПС)
- розробляти організаційну структуру свого кабінету

Для представлених нижче дій Президенту необхідна підтримка Уряду:
- визнавати відповідно до повноважень Парламенту дію міжнародних договорів
- призначати і приймати послів і посланників
- призначати міністрів, Президента Угорського національного банку і його Віцепрезидента, керівників незалежних регулювальних органів і викладачів університетів
- інструктувати ректорів університетів
- призначати генералів
- ухвалювати рішення про присвоєння нагород, премій і звань, а також затверджувати носіння закордонних державних нагород
- здійснювати індивідуально помилування
- ухвалювати постанови з питань про територіальну організацію, що входить в його компетенцію
- ухвалювати рішення з питань про втрату і набуття громадянства
- ухвалювати рішення з питань, на які посилається закон, в своїй компетенції

## Вибори
Президент Угорщини обирається шляхом таємного голосування на 5 років. Вибори проводяться в проміжку між 60 і 30 днів до закінчення терміну повноважень попереднього президента, в разі дострокової відставки — протягом 30 днів з моменту закінчення терміну повноважень. У виборах на посаду Президента може брати участь громадянин Угорщини віком не менше 35 років, для реєстрації кандидата необхідна підтримка як мінімум однієї п'ятої частини парламенту.
Якщо в першому турі кандидат набрав голоси понад дві третини депутатів Парламенту, він відразу ж обирається Президентом. В іншому випадку повторне голосування проводиться в другому турі між двома кандидатами за принципом простої більшості, переможець голосування буде обрано Президентом. Вибори тривають не більше двох днів підряд. Обраний Президент вступає на посаду після закінчення терміну дії повноважень попередника, приносячи присягу перед членами Парламенту.

## Припинення повноважень
Повноваження Президента Угорської Республіки припиняються:
- у разі закінчення їх терміну
- в разі смерті Президента
- в разі його непрацездатності більш ніж на 90 днів
- в разі неможливості його участі у виборах
- в разі заяви про несумісність його повноважень з іншою роботою
- в разі його відходу у відставку
- в разі позбавлення звання Президента

## Імпічмент
У зв'язку з недоторканністю Президента проти нього можна порушити кримінальну справу тільки після припинення його повноважень. Однак, якщо він порушує Конституцію або вчинив умисний злочин під час виконання своїх обов'язків, п'ята частина Національних зборів може запропонувати імпічмент, який приймається після підтримки з боку двох третин парламенту. З моменту резолюції парламенту до завершення процедури Президент не може виконувати свої обов'язки. Відсторонення здійснює Конституційний Суд.